# Клинок Безсмертного (фільм)
«Клинок Безсмертного» (яп. 無限の住人, Mugen no jūnin) — самурайський фільм-дзідайгекі 2017 року, поставлений режисером Такасі Міїке, кіноадаптація однойменної манґи Хіроакі Самурі. Стрічка брала участь у позаконкурсній програмі 70-го Каннського міжнародного кінофестивалю (2017).

## Сюжет
Безіменний самурай подорожує по Японії, вбиваючи людей направо і наліво. У нього шрам через усе обличчя і велика свастика на кімоно, тому усі й називають його — Мандзі (що означає «свастика»). У минулому з вини Мандзі загинули сестра та її чоловік, тому хлопець і бушує, накликаючи біду на свою голову як покарання. Але одного дня на його шляху опиняється незавидна старенька-черниця. Вона заражає бродягу «кров'яними черв'яками» — загадковими паразитами, які роблять свого носія безсмертним, затягуючи йому рани і відновлюючи відрубані кінцівки. Самурай, що віднині шукає смерті, померти не може, проте може непогано торгуватися. Мандзі переконує стареньку прийняти одну його умову: він знову зможе стати смертним, коли винищить тисячу лиходіїв.

## У ролях
| • Такуя Кімура       | … | Мандзі               |
| • Хана Сугісакі      | … | Рін Асано            |
| • Сота Фукусі        | … | Антоцу Каґехіша      |
| • Хаято Ітіхара      | … | Сіра                 |
| • Еріка Тода         | … | Макіє Отоно-Татібана |
| • Кадзукі Кітамура   | … | Сабато Курої         |
| • Тіакі Куріяма      | … | Хякурін              |
| • Сінносуке Міцусіма | … | Таїто Маґацу         |
| • Кен Канеко         | … |                      |
| • Йоко Ямамото       | … |                      |

## Знімальна група
- Автор сценарію — Тецуя Оїсі
- Режисер-постановник — Такасі Міїке
- Продюсери — Сігедзі Маеда, Місако Сака, Джеремі Тома
- Виконавчі продюсери — Хіройосі Койвай, Пітер Вотсон
- Асоційовані продюсери — Тецу Фудзімура, Алейні Кент
- Оператор — Нобуясу Кіта
- Композитор — Кодзі Ендо
- Монтаж — Кендзі Ямасіта
- Художник-постановник — Тосіюкі Мацумія
- Художник по костюмах — Юя Маеда
- Художник-декоратор — Хіросі Ківанамі